# Eloge Enza Yamissi
Eloge Ethisset Enza Yamissi (Bangui, República Centroafricana, 23 de enero de 1983) es un exfutbolista y entrenador centroafricano, aunque nacionalizado francés. Actualmente dirige a la selección de la República Centroafricana.

## Carrera como jugador
Enza Yamissi nació en Bangui en 1983. Adquirió la nacionalidad francesa el 16 de noviembre de 1999, por efecto colectivo vinculado a la restitución de la nacionalidad francesa a su padre y a la naturalización de su madre.En ese sentido, inició su carrera como jugador en el Girondins de Burdeos, donde estuvo una temporada y nunca pudo debutar como profesional.
En 2001, fichó por La Roche VF, donde estuvo una temporada y jugó seis partidos. Luego pasó al Olympique Alès, donde jugó solo cuatro partidos, antes de pasar al Nîmes, donde su carrera comenzó a despegar, jugando 52 partidos y marcando cuatro goles.
Su potencial fue detectado por el Troyes, que lo fichó en 2005, cuando militaba en la Ligue 1. En el club vivió varios altibajos, descendiendo dos veces y logrando el ascenso en otras dos ocasiones. A partir de 2011 fue el capitán del club, al que condujo al ascenso a la máxima categoría una vez más al final de la temporada 2011-12.
De cara a la temporada 2013-14, firmó un contrato de 2 años con el Valenciennes y disputó cinco temporadas en el club antes de que finalizara su contrato en junio de 2018.Luego de estar seis meses sin equipo, fichó por el Annecy en febrero de 2019.En junio de 2020, se marchó al Racing Besançon donde se mantuvo hasta junio de 2022 cuando anunció su retiro del fútbol profesional.

## Selección nacional
Enza Yamissi fue internacional con la selección de fútbol de República Centroafricana desde el año 2010, a pesar de que anteriormente disputó algunos partidos para la selección sub-21 de Francia.En total, disputó 29 encuentros y marcó un solo gol.

## Carrera como entrenador
En el verano del 2022, Enza Yamissi dio sus primeros pasos como asistente técnico de David Le Frapper en Racing Besançon.En agosto de 2024, anunció su salida del club francés.
El 24 de octubre de 2024, fue anunciado como entrenador de la selección de la República Centroafricana en reemplazo de Raoul Savoy.

## Clubes

### Como jugador
| Club            | País    | Año       |
| --------------- | ------- | --------- |
| La Roche VF     | Francia | 2001-2002 |
| Olympique Alès  | Francia | 2002-2003 |
| Nîmes           | Francia | 2003-2005 |
| Troyes          | Francia | 2005-2013 |
| Valenciennes    | Francia | 2013-2018 |
| Annecy          | Francia | 2019-2020 |
| Racing Besançon | Francia | 2020-2022 |

### Como entrenador
| Club                                     | País                     | Año           |
| ---------------------------------------- | ------------------------ | ------------- |
| Selección de la República Centroafricana | República Centroafricana | 2024-presente |